# XDCC

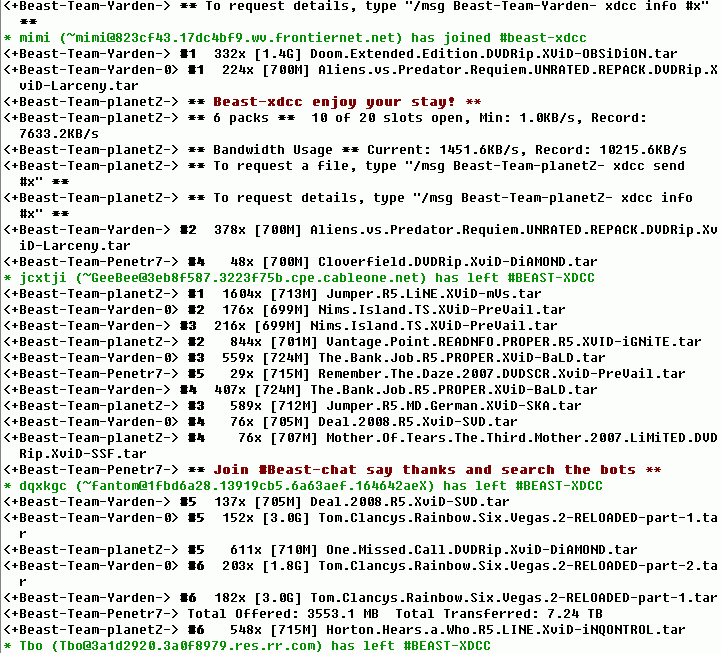
XDCCボットから入手可能なパックのリスト

XDCC（Xabi DCCまたはeXtended DCC）とは、Internet Relay Chat（IRC）ネットワークをホストサービスとして利用するファイル共有手法である。

## 歴史
元来のDCCプロトコルには非常に大きなファイルや複数ファイルの転送に制限があり、それを解決するためにXDCCが開発された。XDCCは複数のファイルを一括してまとめ、他者に対して要求・送信できるようにするものである。
XDCCは、Xabiによって1994年にircII向けに作成されたスクリプトとして最初に登場した。このスクリプトはircIIのDCCコマンドを拡張するものであった。現在ではXDCCは、ファイル共有プログラムを実行しているIRCボット全般を指す用語となっている。XDCCボットは、通常は大容量のファイルを1つまたは複数提供し、DCCプロトコルを用いてダウンロードさせる。XDCCは、ソフトウェア、音楽、映画などのWarezリリースといった違法コンテンツの配布に一般的に利用されている。

## 特徴
P2P転送と異なり、XDCCサーバーはしばしば100Mbitを超える上り帯域幅を持つ高速な接続環境でホストされている。また、XDCCサーバー上ではFTPサーバーも動作しており、素材のアップロードを容易にしている場合が多い。多くのXDCCサーバーはセキュリティが侵害されたコンピュータ上で稼働している。

## 利用方法
DCCプロトコルを利用するには、mIRCやHexChatといったスタンドアロンのIRCクライアントが必要である。ファイルを受信するためには、ソフトウェアの適切な設定が求められ、設定が不適切であるとダウンロードはソフトウェアによって拒否される。
XDCCを使用するには、IRCクライアントを用いてボットにプライベートメッセージ（クエリ）を送るか、CTCPコマンドを送信する。ユーザーは、ボットに対して「xdcc list」とプライベートメッセージを送ることで、どのファイルを所持しているかを尋ねることができる。ただし、この機能は注目を集めすぎないように無効化されていることが多い。ユーザーがボットからパケットやファイルをダウンロードしたい場合は、たとえば「xdcc send #<パック番号>」のようなコマンドを送信する。ボットはユーザーに対してパケットの送信を開始するか、キューに追加して順番を待たせる。特定のチャンネルでは特別なルールが設けられていることがあり、たとえばダウンロード開始後に一定時間内に第2のチャンネルに参加しなければダウンロードが中断されるといったものがある。
mIRC用のXDCCKlipperのように、ボットがチャンネルに掲載する広告を監視し、それらを別ウィンドウに保存して閲覧を容易にし、ボットの状態（速度、キュー、スロットなど）を確認できるアドオンも存在する。